# Сен-Парду-л’Ортижье
Сен-Парду́-л’Ортижье́ (фр. Saint-Pardoux-l'Ortigier, окс. Sent Pardos l'Urtigier) — коммуна во Франции, находится в регионе Лимузен. Департамент — Коррез. Входит в состав кантона Донзнак. Округ коммуны — Брив-ла-Гайярд.
Код INSEE коммуны — 19234.
Коммуна расположена приблизительно в 400 км к югу от Парижа, в 70 км юго-восточнее Лиможа, в 15 км к западу от Тюля.

## История
Во время Великой французской революции название коммуны было изменено на Л’Ортижье.

## Население
Население коммуны на 2008 год составляло 468 человек.
| 1962 | 1968 | 1975 | 1982 | 1990 | 1999 | 2008 |
| ---- | ---- | ---- | ---- | ---- | ---- | ---- |
| 515  | 452  | 397  | 395  | 422  | 408  | 468  |

## Экономика

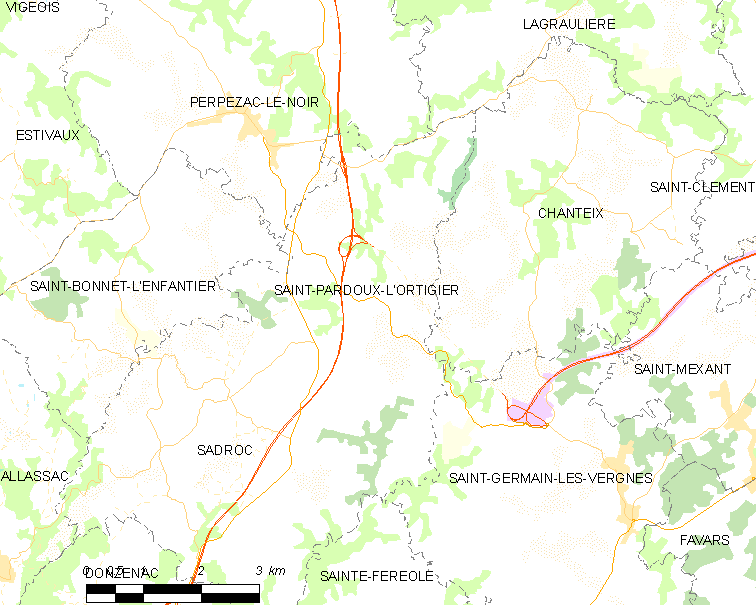
Карта коммуны

В 2007 году среди 279 человек в трудоспособном возрасте (15-64 лет) 206 были экономически активными, 73 — неактивными (показатель активности — 73,8 %, в 1999 году было 69,8 %). Из 206 активных работали 198 человек (107 мужчин и 91 женщина), безработных было 8 (3 мужчин и 5 женщин). Среди 73 неактивных 17 человек были учениками или студентами, 43 — пенсионерами, 13 были неактивными по другим причинам.

## Достопримечательности
- Церковь Сен-Парду (XII век). Памятник истории с 1972 года[3]